# Habsburg–Toscanai Mária Terézia Antonietta főhercegnő
Habsburg–Toscanai Mária Terézia (ismert még mint Toscanai Mária Terézia főhercegnő, németül: Maria Theresia von Österreich-Toskana, olaszul: Maria Teresa d'Asburgo-Toskana; Elbe-Altbunzlau, 1862. szeptember 18. – Saybusch, 1933. május 10.), a Habsburg–Lotaringiai-ház toscanai ágából származó osztrák főhercegnő, toscanai hercegnő, Károly Szalvátor főherceg és Bourbon–Szicíliai Mária Immakuláta leánya, aki Habsburg–Tescheni Károly István főherceggel kötött házassága révén tescheni hercegné.

## Élete

### Származása, testvérei
Mária Terézia Antonietta főhercegnő az alsó-sziléziai Alt-Bunzlau kastélyában született (ma: Stará Boleslav, Csehország), 1862. szeptember 18-án. Édesapja Habsburg–Toscanai Károly Szalvátor főherceg (1839–1892) volt, Toszkána címzetes hercege, magyar és cseh királyi herceg, II. Lipót toszkánai nagyherceg (1797–1870) és az olasz Bourbon (Borbone) házból való Mária Antónia nápoly–szicíliai királyi hercegnő fia. Édesanyja a szintén Bourbon-házi Mária Immakuláta Klementina nápoly–szicíliai királyi hercegnő (1844–1899) volt, II.  Ferdinánd nápoly–szicíliai király (1810–1859), és Mária Terézia Izabella osztrák főhercegnő (1816–1867) leánya. Tíz testvér közül Mária Terézia Antonietta volt az elsőszülött. Hatan érték meg a felnőttkort:
1. Mária Terézia Antonietta főhercegnő (1862–1933).
2. Lipót Szalvátor főherceg (1863–1931) vezérezredes, tüzértábornok.
3. Ferenc Szalvátor főherceg (1866–1939), aki 1890-ben feleségül vette Mária Valéria főhercegnőt, I. Ferenc József és Erzsébet királyné legfiatalabb leányát.
4. Karolina Mária Immakuláta főhercegnő (1869–1945), aki Ágost Lipót Szász-Koburg-Gothai herceghez (1867–1922) ment feleségül.
5. Albert Szalvátor főherceg (1871–1896), fiatalon meghalt.
6. Mária Antonietta főhercegnő (1874–1891), fiatalon meghalt.
7. Mária Immakuláta Raineria főhercegnő (1878–1968), aki Róbert württembergi herceghez (1873–1947) ment feleségül.
8. Rainer Szalvátor főherceg (1880–1889), gyermekként meghalt.
9. Henrietta főhercegnő (1884–1886), kisgyermekként meghalt.
10. Ferdinánd Szalvátor főherceg (1888–1891), kisgyermekként meghalt.

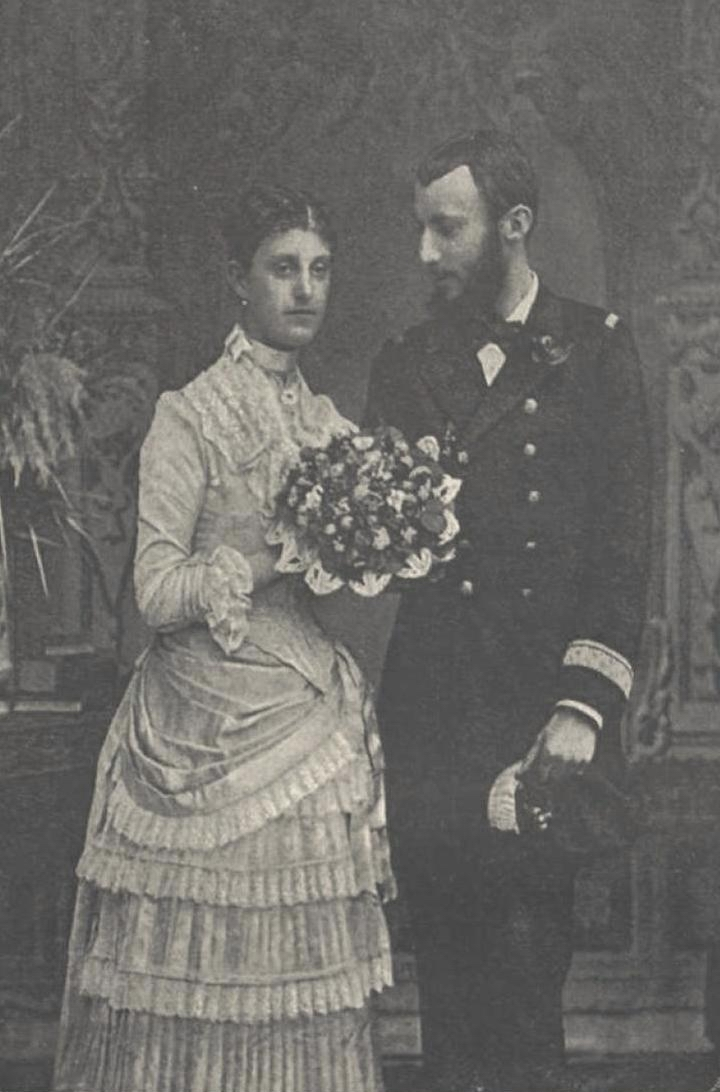
A hercegi pár esküvői képe

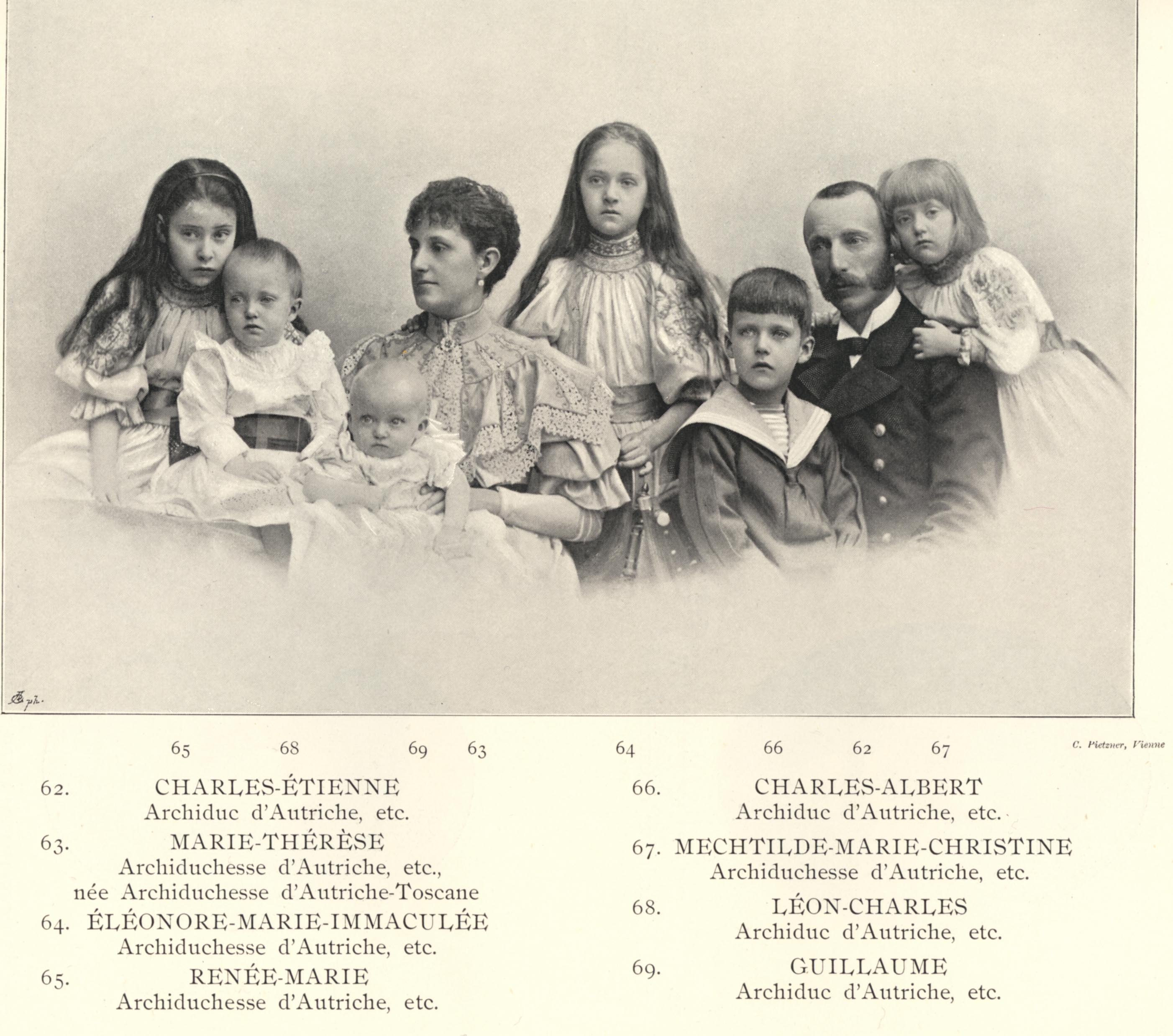
Mária Terézia főhercegné férjével és gyermekeivel 1896-ban.

### Házassága, gyermekei
Mária Terézia Antonietta főhercegnő 1886. február 28-án Saybuschban férjhezment Habsburg–Tescheni Károly István főherceghez (1860–1933), Károly Ferdinánd főherceg (1818–1874) és Erzsébet Franciska Mária főhercegnő (1831–1903) fiához, József nádor unokájához, aki később tengernagyként a császári és királyi Haditengerészet (k.u.k. Kriegsmarine) főfelügyelője lett. Három fiuk és három leányuk született, akik később – szakítva a Habsburg hagyományokkal – nem osztrák–magyar–bajor arisztokraták köréből választottak házastársat, sorsukat Lengyelország sorsához kötötték.
- Eleonóra Mária főhercegnő (1886–1974), aki 1913-ban rangon aluli házasságot kötött Alfons von Klöss (1880–1953) császári és királyi korvettkapitánnyal, aki apja, Károly István hajóinak irányításával volt megbízva.
- Renáta Mária Karolina főhercegnő (1888–1935), aki 1909-ben feleségül ment Radziwill Jeromos (Hieronim Radziwiłł) lengyel herceghez (1885–1945). Férje szovjet koncentrációs táborban pusztult el.
- Károly Albert Miklós főherceg (1888–1951) császári és királyi tüzérezredes, aki 1919-ben lengyel állampolgár lett, Karol Olbracht Habsburg-Lotaryński néven. 1920-ban feleségül vette a svéd születésű Alice Elisabeth Ankarcronát (1889–1895), Badeni gróf özvegyét.
- Mechthildis Mária Krisztina főhercegnő (1891–1966), aki 1913-ban Olgierd Czartoryski lengyel herceghez (1888–1977) ment feleségül.
- Leó Károly főherceg (1893–1939) császári és királyi százados, aki Lengyelországban Leon Karol Habsburg néven szerepelt. 1922-ben feleségül vette Marie-Clothilde de Thuillières-t, Montjoye-Vaufrey és la Roche grófnőjét (1893–1978).
- Vilmos Ferenc József főherceg (1895–1948), 1918-ban az ukrán függetlenségért harcoló Szics Lövészek (Січові Стрільці) ezredese. Ukrajnában Vaszil Visivanij (Василь Вишиваний) néven szerepelt. Szovjet börtönben halt meg.

Károly főherceg feleségével és családjával a tescheni hercegségben fekvő Saybuschban telepedett le. Ők voltak az első Habsburgok, akik ideköltöztek. Idő múltával maga is, gyermekei is megtanultak lengyelül, később már folyékonyan beszélték a nyelvet. A főherceg és felesége jelentős jószolgálati (karitatív) tevékenységet végeztek lakóhelyükön, gyámolították a szegénysorsú családok tagjait.

### Az első világháború után
1918-ban a független Lengyelország megszületése, majd a Monarchia széthullása után, a családi új hazája a Lengyel Köztársaság lett. 1918 novemberében Mária Terézia két idősebbik fia, Károly Albert és Leó Károly önkéntesnek jelentkeztek a lengyel hadseregbe. Legkisebbik fia, Vilmos Ferenc József főherceg az ukrán nemzeti hadsereg ezredeseként harcolt. A lengyel kormány 1919-ben zárolta a saybuschi Habsburg-uradalmat. A család tagjai 1920-ban valamennyien felvették a lengyel állampolgárságot, elkobzott birtokaikat hosszas pereskedés után 1925-ben visszakapták. Megélhetésük alapja az itt termelt saybuschi sör (Żywiec Bier) gyártása és forgalmazása lett, amely később világmárkává nőtt.
Károly István főherceg 1933. április 7-én zywiec-i (saybuschi) kastélyában elhunyt. A megözvegyült Mária Terézia Antonietta főhercegné néhány héttel később, május 10-én követte urát, 70 évesen. A főhercegi pár halála után gyermekeik felosztották a saybuschi uradalmat. Az utódok a második világháború végéig Lengyelországban éltek, de az 1947-es kommunista hatalomátvétel után Nyugat-Európába emigráltak. Legkisebb fiát, Vilmos  főherceget 1947-ben Sztálin titkosszolgálata Bécsből hurcolta el. Szovjet-Ukrajnai börtönében halt meg.

## Külső hivatkozások
- http://bielskobiala.naszemiasto.pl/wydarzenia/593159.html : A Habsburgok saybuschi (żywieci) ága (lengyelül).
- https://web.archive.org/web/20070216053308/http://worldroots.com/brigitte/royal/habsgrid.htm : Családi adatok.
- https://archive.today/20070930155516/http://www.biologie.de/biowiki/Stammtafel_der_Habsburger : A Habsburgok családfái.
- http://www.thepeerage.com/p11175.htm#i111748 : Családfák, életrajzi adatok.
- https://web.archive.org/web/20060129095923/http://www.land.salzburg.at/schule/europaservice/polen/002-krakau.htm Krakkó és a Habsburgok (Salzburg, Europaservice).
- http://www.elib.hu/00000/00060/html/055/pc005568.html#9 Címszó a Pallas nagy lexikonában.